# غار سون دونگ
غار سون دونگ (به ویتنامی: Hang Sơn Đoòng به‌معنای غار رود کوهستانی)
، غاری است در پارک ملی فونگ نها-که بانگ در استان کوانگ‌بن در کشور ویتنام که در نزدیکی مرز این کشور با لائوس قرار دارد و رود زیرزمینی پرشتاب و بزرگی از درون آن می‌گذرد.
این غار توسط فردی محلی به‌نام هو-کان در سال ۱۹۹۱ کشف گردید. در عین حال مردمان جنگل‌نشین منطقه به‌دلیل صدای سوت‌مانندی که در نتیجه جریان رود زیرزمینی از غار شنیده می‌شد از آن هراس داشتند. کشف این غار تا سال ۲۰۰۹ مسکوت گذاشته شد تا آنکه گروهی از دانشمندان بریتانیایی از انجمن غارپژوهی بریتانیا به رهبری هاوارد و دب لیمبرت از ۱۰ تا ۱۴ آوریل آن سال اقدام به انجام بررسی‌هایی در فونگ نها-که بانگ نمودند اما پیشرفتشان پس از رسیدن به دیوارهٔ کلسیتی بزرگی متوقف شد. بنا به گفتهٔ لیمبرت این غار ۵ برابر بزرگتر از غار فونگ نهاست که آن را پیشتر بزرگترین غار ویتنام می‌دانستند. بزرگترین دهلیز غار سون دونگ بیش از ۵ کیلومتر طول، ۲۰۰ متر ارتفاع و ۱۵۰ متر عرض دارد. با نگاه به چنین ابعادی می‌توان اینگونه گفت که غار سون دونگ از نظر بزرگی حتی از غار گوزن در مالزی که به‌عنوان بزرگترین غار جهان شناخته می‌شود پیشی گرفته‌است.